# Aiyura linoptera
Aiyura linoptera là một loài bướm đêm trong họ Crambidae.